# Leonhard Weiß
Leonhard Weiß (Fürth, 26 giugno 1907 – 18 agosto 1981) è stato un calciatore tedesco.